# Porites flavus
Porites flavus är en korallart som beskrevs av Veron 2002. Porites flavus ingår i släktet Porites och familjen Poritidae. IUCN kategoriserar arten globalt som otillräckligt studerad. Inga underarter finns listade i Catalogue of Life.